# Квинслендский вомбат
Квинслендский вомбат (лат. Lasiorhinus krefftii) —  одно из самых редких млекопитающих в мире. 

## Внешний вид
Как и два его ближайших собрата, квинслендский вомбат имеет приземистое телосложение, короткий хвост и сильные короткие лапы, оснащенные мощными когтями. Достаточно большую голову венчают заостренные уши, глаза маленькие, на мордочке имеются длинные усы, из-за чего зверька иногда называю усатым вомбатом. Цвет шелковистого меха варьируется от серебристо-серого до коричневого, с темными кругами у глаз. Длина тела в среднем составляет около 1 метра, между полами различий в размерах практически нет.

## Описание
Обитает этот вид в полузасушливых песчаных лугах и редколесьях акации и эвкалипта, ведя преимущественно ночной образ жизни, изредка греясь на солнце днем. Живут вомбаты поодиночке на территории около 15 га, используя в качестве убежища норы, которые сами же и выкапывают. В песчаной почве животные создают большие и сложные системы тоннелей, имеющие несколько входов. Свою нору зверек метит с помощью мочи и кала, который, кстати, имеет форму кубиков.

## Враги
Период спаривания у квинслендского вомбата приходится на весенне-летний период. Беременность длится всего около 20 дней, а затем еще не до конца развившийся детеныш помещается в сумку, где проводит около 6 месяцев. В помете всегда бывает только 1 детеныш, который проводит с матерью в общей сложности около полутора лет. Несмотря на то, что выглядит он неуклюже, при возникновении опасности вомбату не составит труда разогнаться до 40 км/ч. В то же время естественных врагов у него практически нет, за исключением собаки динго, завезенной на континент людьми.